# Изложба „Четврти Бијенале графике Београд” (1996)
Изложба „Четврти Бијенале графике Београд” се одржала 1996. године у Уметничком павиљону „Цвијета Зузорић” у Београду.

## Организациони одбор
Организациони одбор Четвртог Бијенала графике Београд чинили су:
- Бранимир Карановић, председник
- Зоран Марјановић
- Ана Ристић Драговић
- Бранко Миљуш
- Љиљана Слијепчевић
- Зоран Божовић
- Душан Русалић
- Јасминка Плавшић Ћерковић
- Бранислав Раковић
- Славко Миленковић
- Велизар Крстић
- Драган Момиров

## Излагачи
1. Тања Абаџијева
2. Абе Акира
3. Жан Мишел Алберола
4. Ђетулио Алвиани
5. Сашо Анастасов
6. Пат Андреа
7. Милица Анђелковић
8. Давид Англес
9. Лидија Атанасијевић
10. Фредерик Ардити
11. Лудмила Армата
12. Едуардо Аројо
13. Мирослав Арсић
14. Асадур
15. Такеми Азумаја
16. Хашми Аза
17. Блажеј Балаж
18. Роберт Барамов
19. Мишел Барзен
20. Хуан Хосе Белтран
21. Марио Бенедети
22. Дерек Мајкл Бисант
23. Трајче Блажевски
24. Љубиша Богосављевић
25. Марија Бономи
26. Жан Мартен Бонту
27. Василики Бури
28. Џудит К. Бродски
29. Аурел Булаку
30. Анка Бурић
31. Џонатан Камерфорд
32. Марија Чакарова
33. Го И Чу
34. Лоранс Клер
35. Саманта Кларк
36. Бари Кливин
37. Аристеа Крицотаки
38. Славољуб Чворовић
39. Гордана Даутовска
40. Пабло Делфини
41. Боге Димовски
42. Цветан Димовски
43. Зоран Димовски
44. Матилде Долћети
45. Гинтер Долхопф
46. Ана Ристић Драговић
47. Марија Духтева
48. Алф Дан
49. Карлос Гонсалвеш Дурао
50. Живко Ђак
51. Вејн Исткот
52. Аврахам Еилат
53. Владимиро Елвијери
54. Сусуму Ендо
55. Џу Хенг Енг
56. Гудмундур Гудмунсон Еро
57. Сузана Фантанариу
58. Флоранс Фавал
59. Филип Фоије
60. Кијоко Фуџимото
61. Луси Гаврилиду
62. Владимир Гажович
63. Људмил Димитров Георгијев
64. Леонардо Готлиб
65. Беатрис Грас
66. Славомир Грабови
67. Зоран Грмаш
68. Сушанта Гуха
69. Кацунори Хаманиши
70. Симо Ханула
71. Алис Хенрати
72. Рафи Хак
73. Карлос Харле
74. Херман Хеблер
75. Ласло Хегедиш
76. Кејт Ван Хутен
77. Рик Хојдонк
78. Теодор Хриб
79. Јан Кжиштоф Хрицек
80. Флорентиа Икономидоу
81. Јосуке Имаи
82. Манфред Јегер
83. Зоран Јакимовски
84. Милан Јакшић
85. Ранка Лучић Јанковић
86. Месинис Јанис
87. Милица Јелић
88. Младен Јевђовић
89. Јохан Јотов
90. Миомир Јовановић
91. Зоран Јовановић Добротин
92. Иштван Калмар
93. Раимо Канерва
94. Бошко Карановић
95. Бранимир Карановић
96. Кристо Карџилов
97. Еве Каск
98. Сеико Кавачи
99. Цветан Казанџијев
100. Надер Халегпур
101. Фереш Луренсо Кури
102. Давида Кид
103. Ерик Кирксетер
104. Петер Класен
105. Слободан Кнежевић
106. Илија Кочовски
107. Јохен Кен
108. Димо Колев Колибаров
109. Илија Костов
110. Вера Котасова
111. Таворн Ко Удомвит
112. Димитра Кумантаки
113. Нина Ковачева
114. Радован Крагуљ
115. Велизар Крстић
116. Богдан Кршић
117. Тадатака Кудоу
118. Карен Кунц
119. Акира Куросаки
120. Елспет Патерсон Лем
121. Ги Ланжевен
122. Жо Ан Ланевил
123. Каролина Ларусдотир
124. Небојша Лазић
125. Георге Лечев
126. Хенриет Лајнфелнер
127. Мартин Левин
128. Александар Луковић
129. Бранислав Макеш
130. Цутуми Маки
131. Димитар Малиданов
132. Зоран Марјановић
133. Иле Маркс
134. Чарлс В. Меси
135. Јоичи Масуда
136. Сју Мелинг
137. Славко Миленковић
138. Бранко Миљуш
139. Питер Милтон
140. Хироко Минами
141. Александар Лека Младеновић
142. Миодраг Млађовић
143. Драган Момиров
144. Михаел Милер
145. Катерина Мушанова
146. Веселин Начев
147. Миодраг Нагорни
148. Драган Најдановић
149. Тониа Николаиду
150. Рајна Николић
151. Димче Николов
152. Иван Нинов
153. Норио Нишијама
154. Масаки Нода
155. Илзе Нур
156. Том О Конор
157. Коичи Огава
158. Нипан Оранивесна
159. Каролина Вилдосола Пачеко
160. Марио Пали
161. Јордан Панцов
162. Цанко Панов
163. Маихаил Паршиков
164. Милко Павлов
165. Весна Павловић
166. Димитрије Пецић
167. Лазар Пејовић
168. Душан Перчинков
169. Јавора Петрова
170. Евгенија Пеза Псарони
171. Ернест Пињон
172. Николас Поањон
173. Димитер Попгеоргиев
174. Васил Попов
175. Милан Поповић
176. Ђанкарло Поци
177. Драго Јулиус Прелог
178. Небојша Радојев
179. Андријана Радојичић
180. Бранка Раковић
181. Александар Расулић
182. Жан Марк Рејмон
183. Алисија Дијаз Риналди
184. Владимир Ристивојевић
185. Клер Романо
186. Верле Ромс
187. Џон Рос
188. Ханс Јерг Ротенпилер
189. Денис Роуен
190. Чаивут Руамрудекол
191. Анелоре Сакрист
192. Томио Сакамото
193. Казуо Сакохата
194. Пауло де Тарсо Чеида Санш
195. Абдус Сатер
196. Бригит Савер
197. Анђела Скарпаро
198. Маурицио Шварцман
199. Алдо Сегато
200. Антонио Сегви
201. Рада Селаковић
202. Гунтарс Сиентиш
203. Лиина Сиб
204. Стефан Сјеберг
205. Жарко Смиљанић
206. Хуберт Зонер
207. Мерилин Сонтаг
208. Пјер Спалајковић
209. Емилијан Станкев
210. Станислав Бојанков Станко
211. Милан Станојев
212. Милан Сташевић
213. Петер Стефановиц
214. Тодор Стефановић
215. Борислав Стојев
216. Дијана Стојлова
217. Миливоје Мића Стоиљковић
218. Љиљана Стојановић
219. Трајко Косовац Стојановић
220. Невенка Стојсављевић
221. Слободанка Ступар
222. Рокеја Султана
223. Пјотр Марцин Сурзицки
224. Ђу Сунг Те
225. Јошикацу Тамекане
226. Антонија Виторија Таламини
227. Акито Танимура
228. Џон Тејлор
229. Јамашита Тецуо
230. Буњанг Тануја
231. Ева Тисала
232. Станка Тодоровић
233. Зоран Тодовић
234. Мирко Тољић
235. Марија Кјара Тони
236. Тошио Цучисима
237. Јануш Тирпак
238. Зигрид Валтингојер
239. Тони Васић
240. Владимир Величковић
241. Марко Велк
242. Владимир Вељашевић
243. Симеон Венов
244. Слободан Вигњевић
245. Лидија Вујисић
246. Мирко Вујисић
247. Биљана Вуковић
248. Влатко Вуковић
249. Ана Собол Вејман
250. Доротеја Вајт
251. Ирис Ксилас Ксаналатос
252. Сахинис Ксенофон
253. Манолис Јанадакис
254. Тошио Јошизуми
255. Лали Замбакидзе
256. Катарина Зарић
257. Ненад Зељић
258. Опи Зуни
259. Душица Жарковић
260. Милица Жарковић
261. Синиша Жикић
262. Катарина Шабан
263. Нијоле Шалтените
264. Биљана Шево